# Acanthocyclops magnus
Acanthocyclops magnus is een eenoogkreeftjessoort uit de familie van de Cyclopidae. De wetenschappelijke naam van de soort is voor het eerst geldig gepubliceerd in 1920 door Marsh.